# مارغريتا أليتشوك
مارغريتا سيرجيفنا أليتشوك (الروسية: Маргарита Серге́евна Алийчук، مواليد 10 أغسطس 1990) هي لاعبة جمباز إيقاعية روسية وبطلة أولمبية.كانت عضوًا في المجموعة الروسية الحائزة على الميدالية الذهبية في بطولة العالم 2007 في باتراس، اليونان. كانت أيضًا عضوًا في المجموعة الروسية التي شاركت في الألعاب الأولمبية الصيفية 2008 في بكين حيث حصلت على الميدالية الذهبية في مسابقة المجموعة الإيقاعية.

## روابط خارجية
- مارغريتا أليتشوك في الاتحاد الدولي للجمباز